# イェニシェヒル (ブルサ県)
イェニシェヒル (土: Yenişehir)は、トルコブルサ県イェニシェヒル郡 に属する都市。人口は52,079人である。北部でイズニク、西部でブルサ、東部でビレジクと南部でイネギョルと隣接している。オスマン帝国では当初の首都であった。市長はビュレント・ハムディ・ジングル (Bülent Hamdi Cingil) である。市は温帯マルマラ気候に属している。
2004年でイェニシェヒル自治体によって設立された 「YOSAB (Yenişehir Organize Sanayi Bölgesi - イェニシェヒル工業地域)」の産業化が現在浮上している。市の経済は家畜と農業 で成り立っており、トマトとコショウが世界的に有名である。また、イェニシェヒル国際空港がある。